# Descomputação

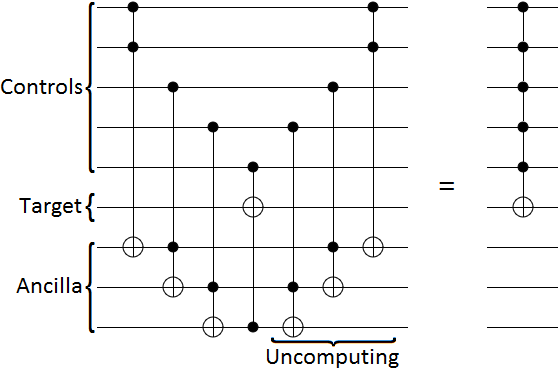
Criando uma conjunção lógica dos cinco controles a partir de Porta Toffoli e bits de ancila. A descomputação é usada para restaurar os bits de ancila aos seus estados originais antes de finalizar

Descomputação é uma técnica, utilizada em circuitos reversíveis, para limpar os efeitos temporários nos bits ancilla de modo que possam ser reutilizados.
A descomputação é uma etapa fundamental em algoritmos de computação quântica. Se os efeitos intermediários foram ou não descomputados afeta como os estados interferem entre si ao medir os resultados.
O processo é principalmente motivado pelo princípio da medição implícita., o qual afirma que descartar um registro durante a computação é fisicamente equivalente a medi-lo. Falha ao descomputar registros de lixo pode ter consequências não intencionais. Por exemplo, se tomarmos o estado {\displaystyle {\frac {1}{\sqrt {2}}}(|0\rangle |g_{0}\rangle +|1\rangle |g_{1}\rangle )} onde {\displaystyle g_{0}} e {\displaystyle g_{1}} são registros de lixo. Então, se não aplicarmos mais nenhuma operação nesses registros, de acordo com o princípio da medição implícita, o estado entrelaçado foi medido, resultando em um colapso para {\displaystyle |0\rangle |g_{0}\rangle } ou {\displaystyle |1\rangle |g_{1}\rangle } com probabilidade de {\displaystyle {\frac {1}{2}}}. O que torna isso indesejável é que o colapso da função de onda ocorre antes do término do programa e, portanto, pode não produzir o resultado esperado.